# .45 Colt
Die .45 Colt ist eine weit verbreitete Randpatrone und wird hauptsächlich in Revolvern verwendet.

## Bezeichnung
Im deutschen Nationalen Waffenregister (NWR) wird die Patrone unter Katalognummer 194 unter folgenden Bezeichnungen geführt (gebräuchliche Bezeichnungen in Fettdruck)
- .45 Colt (Hauptbezeichnung)
- .45 Colt Army & Double Action
- .45 Colt long
- .45 Colt Revolver
- .45 long Colt
- .45 LC
- .45-40-250 Colt Revolver

## Geschichte

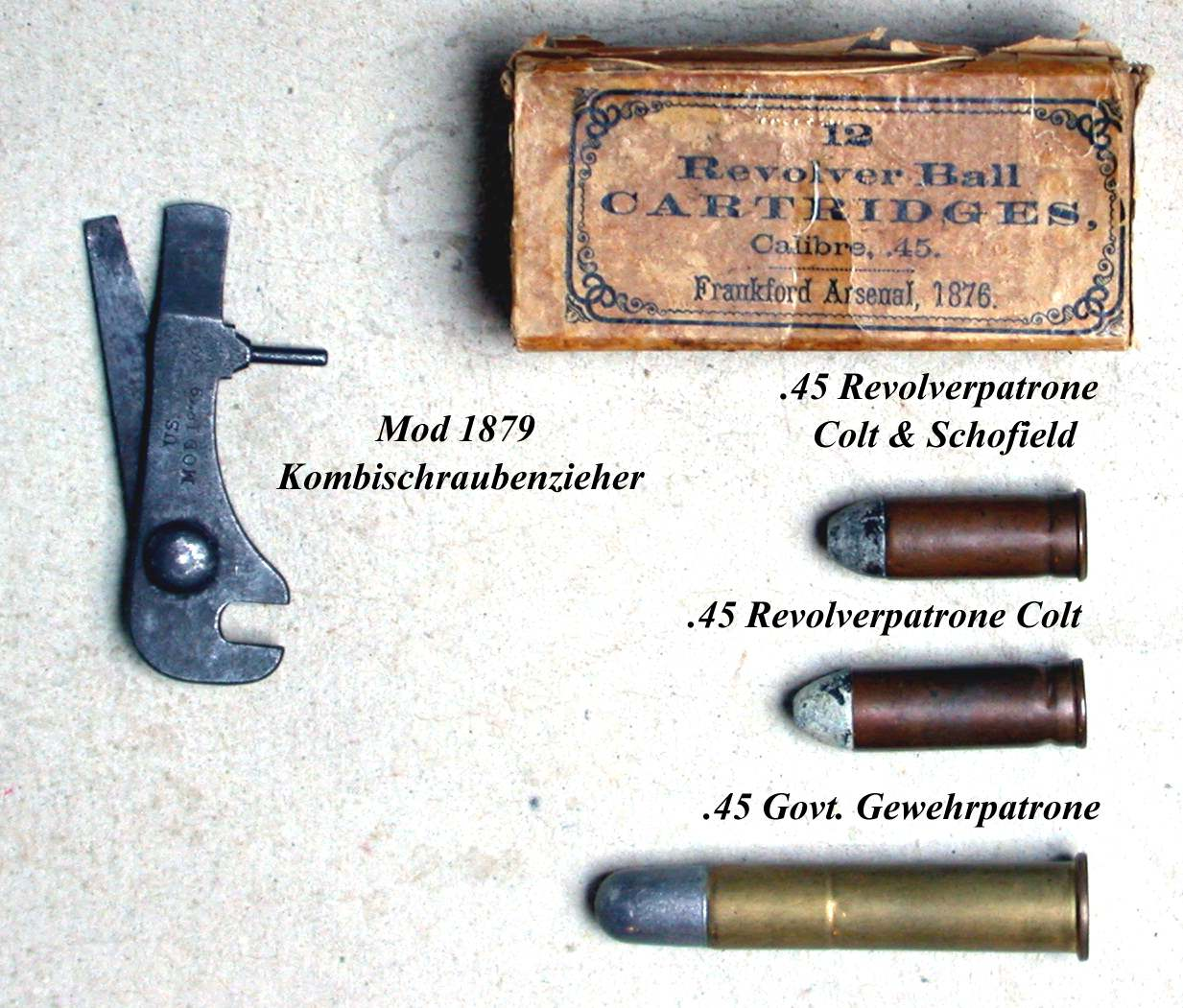
U.S.Cavalry Munition

Die .45 Colt-Zentralfeuerpatrone wurde mit dem Colt Single Action Army im Jahre 1873 als Ordonnanz der US-Armee angenommen. Sie hatte eine Kupferhülse mit einem innenliegenden Benét-Zünder (Patent Benét). Dieser wurde von vorne in die Hülse eingeschoben und mit zwei Einkerbungen von außen fixiert. Ein Wiederladen dieser Patronen war deshalb nicht möglich. Ab 1875 wurden kürzere Patronen mit von 32 auf 28 mm verkürzten Hülsen ausgegeben, um ihre Verwendung auch im Smith & Wesson-Schofield-Revolver zu ermöglichen, da dieser Kipplaufrevolver eine kürzere Trommel hatte. Zudem wurde der Hülsenrand etwas verbreitert, um eine einwandfreie Funktion des automatischen Auswerfers des S & W-Schofield zu gewährleisten. Da die .45er Revolverpatrone nun in zwei verschieden langen Ausführungen existierte, bürgerte sich die Bezeichnung .45 Long Colt für die ursprüngliche Version ein, und wird auch heute noch, auch von Munitionsherstellern, verwendet. Gleichzeitig wurde die Pulverladung der Ordonnanzpatrone von 30 Grains Schwarzpulver auf 28 Grains reduziert (zivile .45 Colt-Munition wurde mit bis zu 40 Grains geladen) und das Geschoss von 250–255 Grains auf 230 Grains erleichtert. Trotzdem hatte diese Munition noch eine enorme Mannstoppwirkung. 1878 wurden Versuche mit Patronen durchgeführt, die drei Kugeln enthielten. Diese Kugeln wogen je 110 Grains, und die Pulverladung betrug 25 Grains. Bei Tests wurden gute Resultate auf kurze Distanz erzielt, es wurde auch festgestellt, dass sich der Rückstoß der Waffe nahezu verdoppelte. 1879/1880 wurden 9300 dieser Patronen an die Truppe abgegeben, danach wurden die Versuche nicht mehr weitergeführt. Ab 1882 wurden Messinghülsen mit Boxerzündung verwendet, was mehrmaliges Wiederladen ermöglichte.
Der Colt Single Action Army wie auch die Munition blieben Ordonnanz der U.S. Army und wurden bis 1892 ausgegeben. Nachdem sich Nachfolgemodelle im Kaliber .38 Long Colt im Kampfeinsatz nicht bewährt hatten, wurden während des Spanisch-Amerikanischen- und Philippinisch-Amerikanischen Krieges die ausgemusterten .45er-Revolver mit auf 5½ Zoll verkürzten Läufen wieder eingeführt. Im dicht bewachsenen Gelände kam es häufig zu Schusswechseln auf kurze Distanz. Die amerikanischen Soldaten forderten für diesen Einsatz Munition mit ausreichender Aufhaltekraft, um Gegner rasch und sicher außer Gefecht setzen zu können. Die letzten an die Truppe ausgegebenen Revolver für die .45 LC-Munition waren der Colt DA 1878 (Double Action) mit einem 6“-Lauf, genannt „Philippine Model 1902“ und der Colt New Service Model 1909 mit Ausschwenktrommel. Um die Funktion des zentralen Auswerfers dieses Revolvers zu gewährleisten, musste auch hier der Hülsenrand etwas vergrößert werden; diese Patrone war mit rauchlosem Pulver geladen und wurde „Caliber .45 Revolver Ball Cartridge, Model of 1909‟ genannt. Unter anderem auf der Grundlage dieser Erfahrungen wurde die Selbstladepistole Colt M1911 im Kaliber .45 ACP entwickelt und zur Standard-Kurzwaffe der US-Streitkräfte erklärt.

## Moderne Munition
Obwohl seit langem ohne militärische Bedeutung, wird die Patrone .45 Colt mehr als 130 Jahre nach ihrer Einführung immer noch hergestellt, wobei bis 1900 Schwarzpulver und mit der Zeit immer mehr rauchloses Pulver verwendet wurde. Wichtig ist, dass moderne .45-Munition nur in nach 1900 hergestellten Colt SAA-Revolvern mit Prüfmarke VP (in Dreieckform) am Abzugsbügel verschossen werden darf.

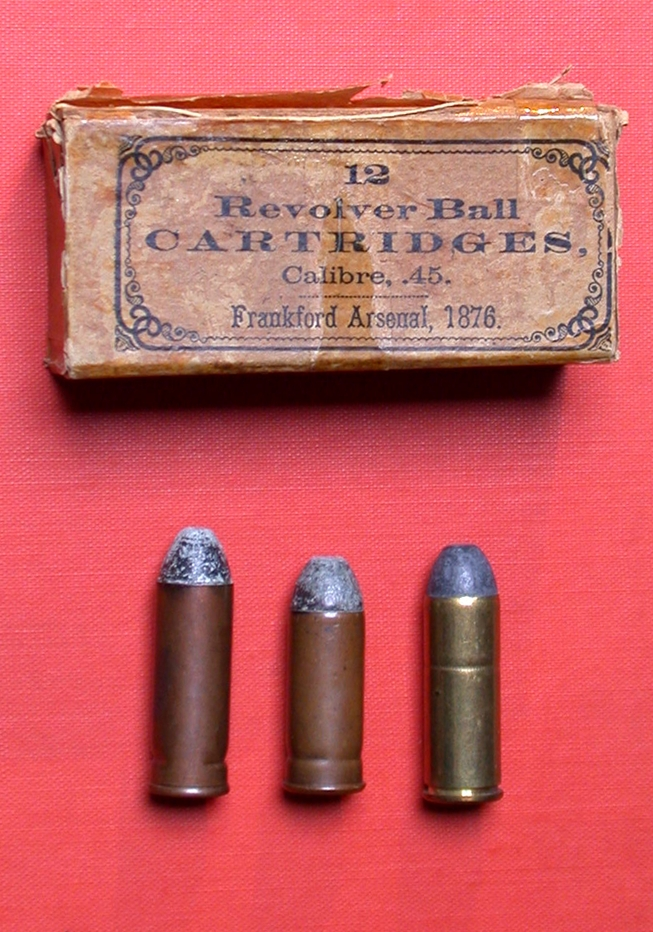
.45 Colt – links eine Patrone 1873/74 ("Long Colt"), Mitte ab 1875 (Colt & Schofield, beide mit Einkerbungen für den Benét-Zünder), rechts moderne Patrone
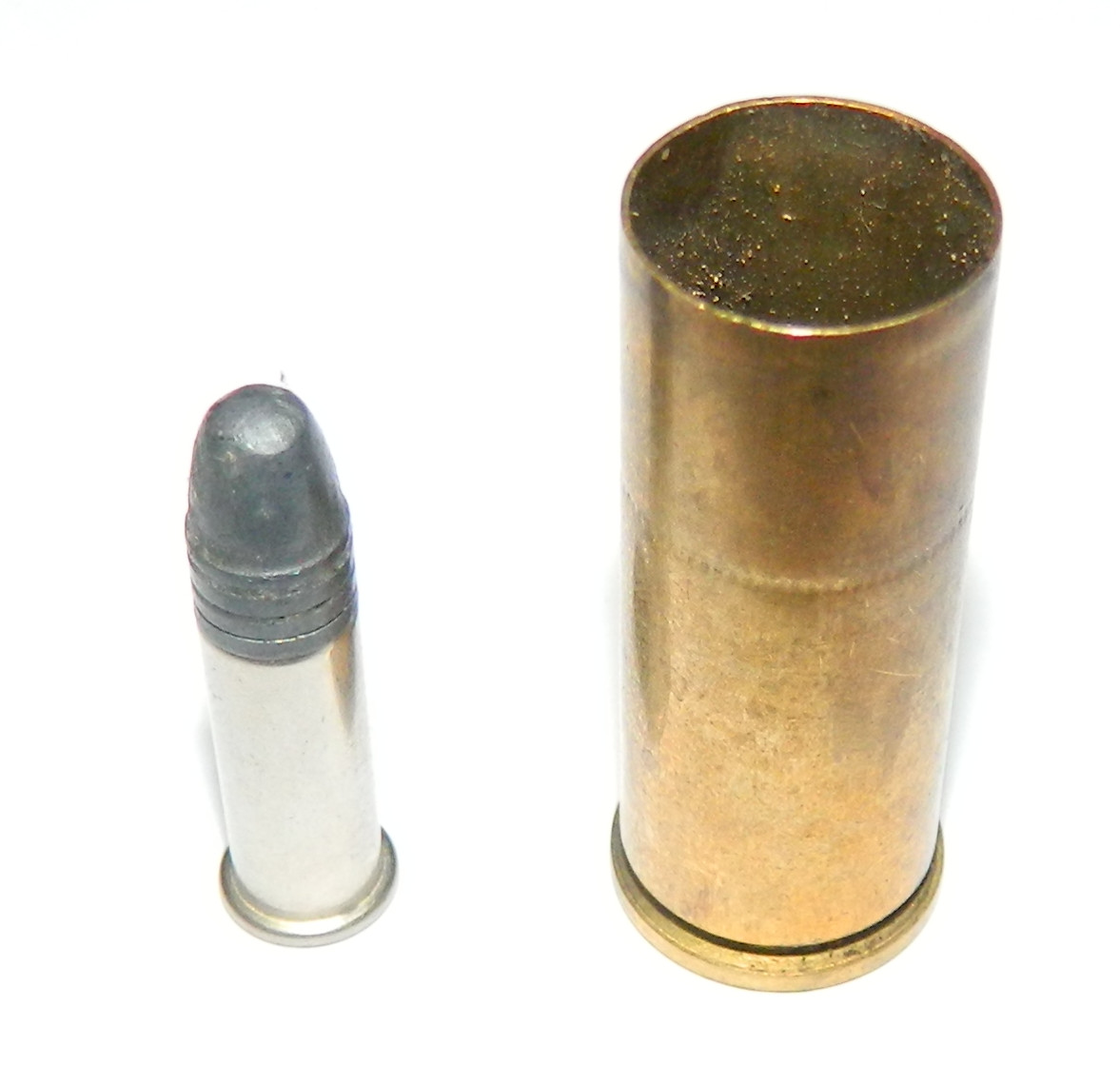
Hülse einer .45 Colt-Patrone im Vergleich zur .22 lr
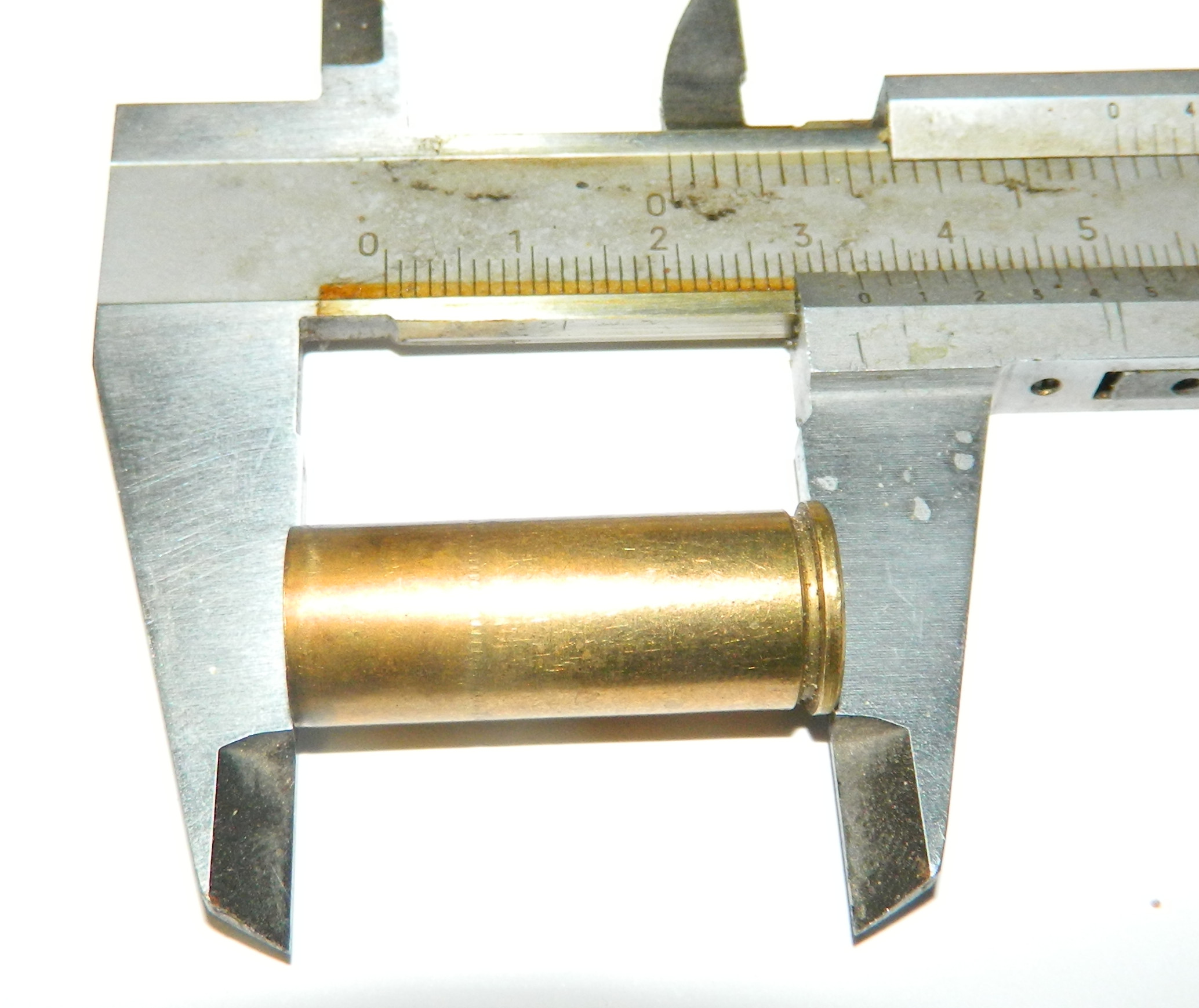
.45 Colt - 32mm Hülsenlänge
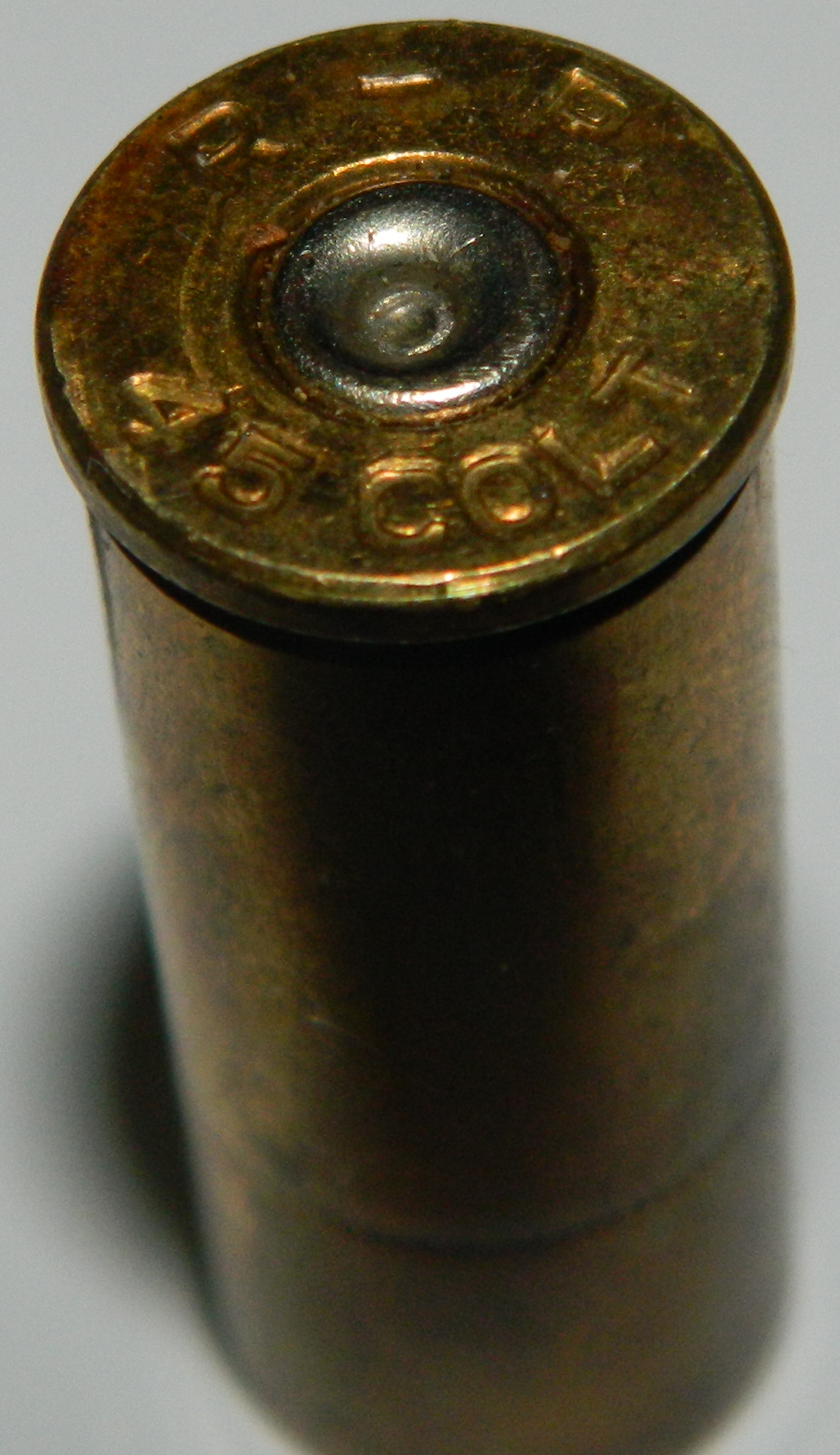
Hülsenboden mit Bodenstempel